# インドの核実験 (1974年)
座標: 北緯27度5分40秒 東経71度45分13秒 / 北緯27.09444度 東経71.75361度
インドの核実験（インドのかくじっけん）は、1974年5月18日に初めて行われた。
この核実験はそのコードネームから微笑むブッダ (Smiling Buddha) とも呼ばれている。

## 概要
インドの首相インディラ・ガンディーは、1972年9月7日、ムンバイ近郊のトロンベイ (Trombay) にあるバーバ原子核研究センター (Bhabha Atomic Research Center, BARC) の科学者に核実験の許可を与えた。
これは「平和的核爆発」が名目とされ、コードネームはSmiling Buddha（微笑むブッダ）と命名された。核実験装置の開発責任者は、ラジャ・ラマナ (Raja Ramanna) であり、機密保持のため、開発チームは75名ほどの少数の科学者・技術者で構成されていた。また、ソビエト連邦のドゥブナに開発に携わる科学者を送り、プルトニウム工場建設に役立てた。

### CIRUS原子炉
実験に必要な核物質については、BARCにある原子炉により6kgのプルトニウムが生産されている。
プルトニウム生産に用いられたCANDU炉は、カナダによって提供された重水減速型天然ウラン燃料の原子炉であり、そこで使用する重水はアメリカから供給されていた。そのため、名称はCIRUS原子炉 (Canadian-Indian-U.S.) と呼ばれていた。
インドは回収された使用済み核燃料を再処理してプルトニウムを入手したのである。

### ポロニウム-ベリリウム・システム
核分裂反応を発生させるイニシエイターについては、ポロニウム-ベリリウム・システムが用いられている。これらの装置は、BARCに集められ組み立てられた。実験装置は、直径1.25m、重さ1,400kgの六角形であった。

### 爆縮レンズ
高性能爆薬による爆縮装置は、アメリカが第二次世界大戦中に開発したものを基に、インドのチャンディーガルにある終末弾道学研究所 (Terminal Ballistics Research Laboratory, TBRL) で開発された。

### ポカラン試験場
装置は、ラージャスターン州の砂漠にあるポカラン試験場に運ばれ、1974年5月18日に実験が行われた。地下107mに設置された装置は午前8時5分に起爆した。
爆発威力は公式には20ktとされ、少なくとも8ktを上回っていたのは確実である。

## 核実験実施の背景と影響
インドの原子力研究はホーミ・J・バーバーが1945年にタタ基礎研究所を開設したことより開始された。1957年には国際原子力機関に加盟し、アメリカやカナダ等の協力を得て、原子力開発を進めてきた。
また、1962年の中印国境紛争及び1964年の中国の核実験成功、1965年の第二次印パ戦争は、インドに核兵器への関心を抱かせた。インドは核拡散防止条約（1963年採択）を不平等条約として、署名していないが、公然とした核兵器開発は制裁の恐れもあり、平和目的技術の一環を目的として、核爆発への研究が行われた。日本政府は、実験に対し非難決議を行っている。
インドはこの核実験を敢行したことにより国際社会から非難の矢面に立たされ、カナダやアメリカは関連機器の輸出規制や技術協力の停止を行った。
国際的にも原子力技術の兵器転用への懸念をもたらし、原子力供給国グループ創設の契機となった。また、インドは原子力関連技術の導入が困難になったため、独自の原子力技術開発を実施するようになった。
インド政府は、実験後、核兵器の保有は行わない旨、コメントしているが、緊張状態にあるパキスタンにとっては、インドの軍事力強化と見るのは明白であった。安全保障的には、この実験以降、インドは核兵器開発能力を有するが、核兵器を保持しないことを政策としていく。
インド政府は、これ以降24年間、核実験を行わなかったが、1998年に再び核実験を行ない、対抗してパキスタンの核実験 (1998年)も生起した。1998年の核実験は、軍事目的のものであり、パキスタンの脅威に対抗する意図があった。